# Xinglin, Jilin
Xinglin är en köpinghuvudort i Kina. Den ligger i provinsen Jilin, i den nordöstra delen av landet, omkring 220 kilometer söder om provinshuvudstaden Changchun. Antalet invånare är 6 020. Befolkningen består av 2 899 kvinnor och 3 121 män. Barn under 15 år utgör 13,0 %, vuxna 15-64 år 78 %, och äldre över 65 år 8,0 %.